# 释根通
释根通（1928年—），男，汉族，中华人民共和国佛教僧人，曾任中国佛教协会副会长、山西省佛教协会会长，第九、十、十一届全国政协委员。

## 生平
2008年，当选第十一届全国政协委员，代表宗教界，分入第五十一组。并担任民族和宗教委员会专委。